# Agelau (fill de Damàstor)
Agelau (en grec antic Ἀγέλαος), segons la mitologia grega, va ser un fill de Damàstor. Era un dels pretendents de Penèlope, que, al retorn d'Odisseu, va oferir una llarga resistència davant l'heroi. Però al final va morir com tots els altres pretendents.